# Buster Posey
Gerald Dempsey "Buster" Posey III (nacido el 27 de marzo de 1987) es un ex receptor estadounidense de béisbol profesional que jugó para los San Francisco Giants de las Grandes Ligas.
A lo largo de su carrera, fue seleccionado para siete Juego de Estrellas y premiado con cinco Bates de Plata y un Guante de Oro. En 2010 ganó el premio Novato del Año y en el 2012 obtuvo el reconocimiento como Jugador Más Valioso. Ganó tres Series Mundiales con los Gigantes de San Francisco (2010, 2012, 2014). El jueves 4 de noviembre de 2021 anunció su retiro como jugador activo.

## Carrera profesional

### San Francisco Giants

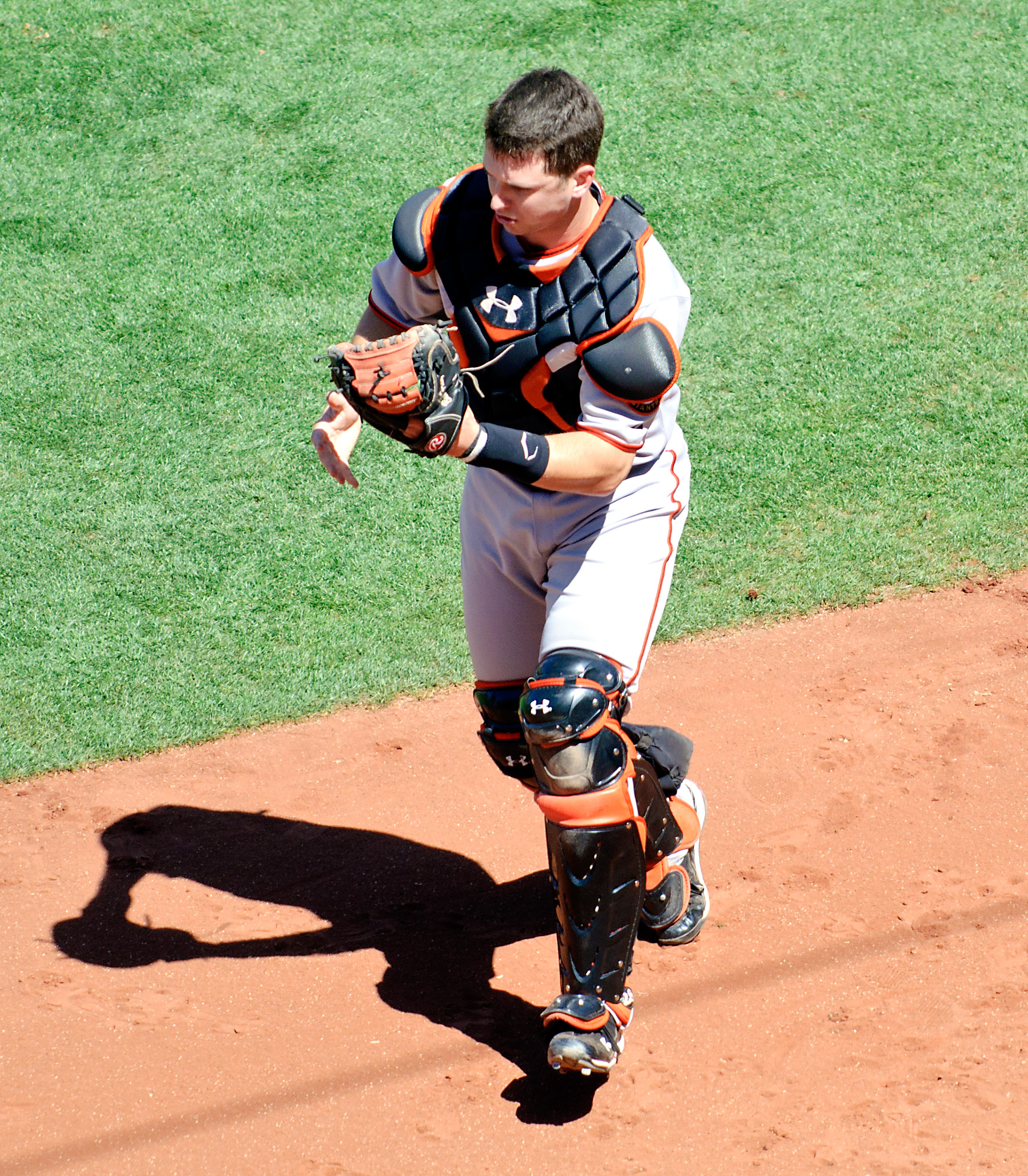
Posey jugando como receptor.

Posey fue seleccionado como la 5.ª selección global en el draft de 2008 por los Gigantes de San Francisco. Fue llamado a Grandes Ligas el 2 de septiembre de 2009 debido a una lesión del receptor titular de los Gigantes, Bengie Molina. Debutó el 11 de septiembre frente a los Dodgers de Los Ángeles, recibiendo un ponche por parte del lanzador Hiroki Kuroda. Conectó su primer hit el 19 de septiembre ante el lanzador Jeff Weaver de los Dodgers.
En 2010, Posey inició la temporada con los Fresno Grizzlies de la Liga de la Costa del Pacífico de Clase AAA. Fue llamado a Grandes Ligas el 29 de mayo de 2010, debutando en la temporada con tres carreras impulsadas ante los Diamondbacks de Arizona. El 9 de junio conectó el primer jonrón de su carrera ante Aaron Harang de los Rojos de Cincinnati. Se convirtió en el receptor titular del equipo a partir de agosto debido a la transferencia de Bengie Molina a los Rangers de Texas. Finalizó la temporada con promedio de .305 y 58 carreras anotadas, 124 hits, 23 dobles, 18 jonrones, y 67 carreras impulsadas en 108 juegos, por lo que recibió el premio de Novato del Año de la Liga Nacional.
El 25 de mayo de 2011, Posey se fracturó el peroné y se rompió los ligamentos del tobillo en una colisión en el plato con Scott Cousins de los Marlins de Florida, cuando este intentaba anotar la carrera ganadora en la 12.ª entrada. Requirió una cirugía que puso fin a su temporada, en la cual participó en 45 juegos, bateando para promedio de .284 con 17 carreras anotadas, 46 hits, cinco dobles, cuatro jonrones y 21 RBI.
En 2012, Posey regresó a los Gigantes y tuvo una campaña espectacular. Fue seleccionado para el Juego de Estrellas, lideró la Liga Nacional en promedio de bateo con .336, ganó los premios Bate de Plata, Regreso del Año y Jugador Más Valioso de la Liga Nacional y quedó campeón de la Serie Mundial de 2012.
El 29 de marzo de 2013, Posey firmó una extensión de contrato de ocho años y $167 millones con los Gigantes, el más lucrativo en la historia de la franquicia. Fue seleccionado para el Juego de Estrellas de 2013. Culminó la temporada 2013 con promedio de bateo de .294, con 15 jonrones y 72 carreras impulsadas.
En la temporada 2014, Posey ganó su tercera Serie Mundial con los Gigantes de San Francisco, venciendo en siete juegos a los Reales de Kansas City.
El 5 de julio de 2015, Posey fue seleccionado a su tercer Juego de Estrellas, recibiendo la mayor cantidad de votos para un receptor. El 11 de noviembre de 2015 ganó el Premio Wilson al Jugador Defensivo del Año en la posición de receptor, y el día siguiente fue galardonado con el Bate de Plata de la Liga Nacional como receptor.
En 2016, Posey fue seleccionado como el receptor titular del Juego de Estrellas, la cuarta ocasión que participa en el encuentro, y la mayor cantidad para un receptor de los Gigantes en la historia. El 27 de septiembre, en la victoria 12-3 sobre los Rockies de Colorado, Posey conectó el hit 1,000 de su carrera, un jonrón ante Germán Márquez. El 8 de noviembre de 2016, fue anunciado como el receptor ganador del Guante de Oro de la Liga Nacional, rompiendo la racha de Yadier Molina de ocho años consecutivos llevándose el premio.
En 2017, fue seleccionado nuevamente como el receptor titular del Juego de Estrellas, la quinta ocasión que es convocado al encuentro. Finalizó la temporada con promedio de .320, 12 jonrones y 67 carreras impulsadas, por lo que el 9 de noviembre de 2017 fue premiado con su cuarto Bate de Plata como receptor.
En 2018, fue seleccionado al Juego de Estrellas por sexta vez en su carrera, pero no pudo participar debido a una lesión en la cadera. El 25 de agosto, los Gigantes anunciaron que Posey se perdería de seis a ocho meses de juego para someterse a una cirugía en la cadera. Finalizó la temporada con promedio de .284, cinco jonrones y 41 carreras impulsadas en 105 juegos.
En 2019, bateó .257/.320/.368 con 43 carreras, siete jonrones y 38 carreras impulsadas en 405 turnos al bate. Para entonces, su promedio de bateo de .302 a lo largo de su carrera era el octavo mejor entre los jugadores activos de las Grandes Ligas.
Posey optó por no jugar en la temporada 2020 acortada, en gran parte debido a su proceso de adopción de gemelas prematuras y a la pandemia de COVID-19.
En 2021, Posey ganó su quinto Bate de Plata luego de registrar promedio de .304 con 18 jonrones y 56 carreras impulsadas en 113 juegos, y ayudó a los Gigantes a registrar marca de 107-55 y clasificar a la postemporada por primera vez desde 2016.
El 4 de noviembre de 2021, Posey anunció su retiro como jugador profesional.